# لانس نولز
لانس نولز (27 نوفمبر 1870 - 1 ديسمبر 1943)  (بالإنجليزية: Lance Knowles)‏ هو لاعب كريكت بريطاني (وحمل سابقاً جنسية المملكة المتحدة لبريطانيا العظمى وأيرلندا).

## وصلات خارجية
- لانس نولز على موقع إي آس بي آن كريك إنفو (الإنجليزية)